# 伊薩伊 (村落)
49°13′36″N 23°6′51″E / 49.22667°N 23.11417°E
伊薩伊（烏克蘭語：Ісаї），是烏克蘭西部的村落，隸屬利沃夫州桑比爾區圖爾卡市鎮，始建於1459年，面積4.2平方公里，海拔高度568米，2006年人口885，人口密度每平方公里223.57人。